# Andrej Mojžiš
Andrej Mojžíš (* 16. října 1925, Kremnica – 4. února 2020, Zvolen) byl slovenský herec.

## Život
Hercem zvolenského divadla se stal v roce 1953. Tomuto divadlu zůstal dodnes věrný, i když nabídky měl z téměř všech důležitých slovenských divadel. Na jevišti vytvořil přes 160 postav a často účinkoval i ve zpěvohře v Banské Bystrici. Kromě toho pracoval v rozhlase a dabingu. Kromě toho ztvárnil desítky postav ve filmu i v televizi. Andrej Mojžíš byl mnohostranný herec, který ztvárnil množství žánrově různorodých postav ze světového i domácího repertoáru.

## Ocenění
Herectví Andreje Mojžíše bylo odměněno několika vyznamenáními a cenami:
- V roce 2000 se stal držitelem Ceny Jozefa Kronera za celoživotní dílo
- V roce 2008 získal Cenu Čestný motýl za celoživotní přínos pro DJGT
- V roce 2009 získal Cenu Květ kultury a umění BBSK
- Dne 1. ledna 2007 převzal z rukou slovenského prezidenta Pribinův kříž II. třídy za významné zásluhy o kulturní rozvoj Slovenské republiky.

## Filmografie
- 1967 – Drak sa vracia
- 1968 – Výšiny (TV film)
- 1970 – Model upír (TV film)
- 1971 – V tieni vlkov (TV seriál)
- 1973 – Očovské pastorále
- 1973 – Cena života (TV film)
- 1974 – Adam Šangala (TV miniséria)
- 1975 – Život na úteku
- 1975 – Nepokojná láska (TV seriál)
- 1975 – Neobvyklá návšteva (TV inscenácia)
- 1976 – Syn (TV inscenácia)
- 1976 – Slnko vychádza nad Prašivou (TV film)
- 1976 – Sebechlebskí hudci
- 1976 – Rozdelení
- 1976 – Demeterovci
- 1976 – 10% nádeje
- 1977 – Louis Pasteur
- 1977 – Leto na Rovniach (TV film)
- 1977 – Jedenácté přikázání (TV seriál)
- 1977 – Ako sa Vinco zaťal (TV film)
- 1978 – Poéma o svedomí I., II.
- 1978 – Päť dní do rozsudku (TV inscenácia)
- 1979 – Hra bezohľadných (TV hra)
- 1979 – Ako listy jedného stromu (TV hra)
- 1980 – Železné ruky (TV film)
- 1980 – Triptych o láske (TV film)
- 1980 – Případ na pobřeží La Ballena (TV hra)
- 1980 – Najatý klaun (TV film)
- 1980 – Chlapec z majera (TV hra)
- 1981 – Ľudský faktor (TV film)
- 1982 – Predohra v moll (TV film)
- 1982 – Chlap prezývaný Brumteles (TV film)
- 1983 – Zrelá mladosť
- 1983 – Výlet do mladosti
- 1983 – Magma (TV film)
- 1983 – Chlapec s husľami (TV hra)
- 1984 – Oko za oko (TV inscenácia)
- 1984 – Povstalecká história (TV seriál)
- 1985 – Hĺbkový rekord (TV film)
- 1986 – O siedmich rokoch (TV inscenácia)
- 1987 – Tá tajovská voda mútna (TV film)
- 1987 – Gottšalk (TV inscenácia)
- 1988 – Spoločník pána veľkomožného (TV inscenácia)
- 1989 – Solúnski bratia (TV inscenácia)
- 1990 – Sila lásky
- 1990 – Nit života
- 1991 – Rozruch na onkológii (TV inscenácia)
- 1991 – Duhová cesta (TV film)
- 1991 – Dido
- 1992 – Kráľ lesa (TV film)
- 1997 – V zajatí lásky (TV film)
- 1997 – Tábor padlých žien
- 1998 – Horská služba (TV seriál)
- 1999 – Z kapsy rozprávkára (TV miniséria)
- 2000 – Kráľ sokolov
- 2008 – Nedodržaný sľub